# Minotaur IV
Minotaur IV är en amerikansk fastbränsleraket som ingår i raketserien Minotaur. Den 22 april 2010 gjordes den första uppskjutningen av raketen, målet med uppskjutningen var att leverera farkosten HTV-2a Hypersonic Test Vehicle till en kastbana.

## Design
Raketens första steg består av en fastbränsle raket kallad SR-118. Det utvecklades för den interkontinentala roboten LGM-118 Peacekeeper.
Raketens andra steg består av en fastbränsle raket kallad SR-119. Från LGM-118 Peacekeeper.
Raketens tredje steg består av en fastbränsle raket kallad SR-120. Från LGM-118 Peacekeeper.
Raketens fjärde steg kan består av en fastbränsle raket kallad Orion 38. Det utvecklades för raketen Pegasus. Eller en fastbränsle raket kallad Star 48BV.
Vid ett tillfälle har raketen flugit med ett femte raketsteg, även detta en Orion 38.

## Uppskjutningar
| Datum (UTC)              | Utförande | Variant           | Uppskjutningsplats    | Nyttolast                                                                              |
| 22 april 2010, 23:00     | Lyckad    | Minotaur IV Lite  | Vandenberg SLC-8      | HTV-2a                                                                                 |
| 26 september 2010, 04:41 | Lyckad    | Minotaur IV       | Vandenberg SLC-8      | SBSS                                                                                   |
| 20 november 2010, 01:25  | Lyckad    | Minotaur IV HAPS  | Kodiak LP-1           | STPSat-2 / FASTRAC-A / FASTRAC-B / FalconSat-5 / FASTSAT / O/OREOS / RAX / NanoSail-D2 |
| 11 augusti 2011, 14:45   | Lyckad    | Minotaur IV Lite  | Vandenberg SLC-8      | HTV-2b                                                                                 |
| 27 september 2011, 15:49 | Lyckad    | Minotaur IV+      | Kodiak LP-1           | TacSat-4                                                                               |
| 26 augusti 2017, 06:04   | Lyckad    | Minotaur/Orion 38 | Cape Canaveral SLC-46 | ORS-5                                                                                  |
| 15 juli 2020, 13:46      | Lyckad    | Minotaur IV       | MARS, LP-0B           | USA-305, USA-306, USA-307, USA-308                                                     |
| 16 april 2025, 19:33     | Lyckad    | Minotaur IV       | Vandenberg SLC-8      | NROL-174                                                                               |

## Planerade uppskjutningar
| Datum          | Variant          | Uppskjutningsplats | Nyttolast |
| maj 2025       | Minotaur IV      | Vandenberg SLC-8   | EWS-OD 1  |
| september 2025 | Minotaur IV      | Vandenberg SLC-8   | ?         |
|                | Minotaur IV Lite | Vandenberg SLC-8   | CSM       |